# ريد ديد ريدمبشن
ريد ديد ريدمبشن (بالإنجليزية: Red Dead Redemption)‏ هي لعبة فيديو من نوع ويسترن وأكشن-مغامرة، طورت من قبل روكستار سان دييغو ونشرت بواسطة روكستار جيمز في 18 مايو 2010 على بلاي ستيشن 3 وإكس بوكس 360، في 8 اغسطس 2023على بلاي ستيشن 4 وا 5 وهي الجزء الثاني ضمن سلسلة ريد ديد بعد لعبة 2004 ريد ديد ريفولفر [الإنجليزية]. معظم أحداث اللعبة تقع في العام 1911، خلال فترة أنحلال الغرب الأمريكي القديم، تتبع اللعبة جون مارستون، وهو خارج عن القانون سابقاً. زوجته وأبنه يأخذان كرهائن من قبل الحكومة مقابل خدماته كصائد مكافاة. بسبب عدم وجود خيار آخر، ينطلق جون للبحث عن زملائه الثلاثة السابقين في العصابة وجلبهم إلى العدالة.

## القصة
قصة Red Dead Redemption تدور أحداثها في القرن العشرين وفي عام 1911م تحديدًا وتتمحور حول شخصية جون مارستون المجرم السابق الذي كان يعمل مع مجموعة من المجرمين الذين يرتكبون العديد من الجرائم التي يعاقب عليها القانون، ولكنهم كانوا دائمي التنقل فلم يستطع القانون القبض عليهم، وبعد أن تعب جون مارستون من هذه الحياة دائمة التنقل والترحال والهرب من الشرطة والمليئة بالصراخ والصخب والدماء والسرقات قرر ترك رفقائه والبقاء وحيدًا. ولكن وكلاء الحكومة الفدرالية استطاعوا الوصول إلى عائلة جون مارستون وقد قاموا بالضغط عليه من خلال عائلته لكي يقوم بتسليم بقية أفراد عصابته السابقة، فلا يعرف ماذا يفعل، وبعد تفكير عميق عرف أن ما كانوا يقومون به خطأ ويجب أن يعاقبوا عليه وما زاد إصراره على رأيه هو لإنقاذ عائلته من الحكومة الفدرالية، والان أصبح يريد الإمساك بهم ليضعهم في مكانهم الصحيح وهو خلف القضبان، ولكن ليفعل ذلك عليه العمل بسرية تامة لكي لا يعرفوا أنه يعمل على إمساكهم، وعند فعله لذلك ستفرج الحكومة عن زوجته وإبنه.
محور القصة سيأخذك في رحلة داخل الريف الكبير على الحدود بين الولايات المتحدة والمكسيك حيث يمكنك مشاهدة الافاق الواسعه والمناطق الجافة المليئة بشجر الصبار، وقمم الجبال التي تغطي المكان حولك. خلال اللعبة ستتمكن من القيام بالعديد من الأنشطة التي ستنتظرك، يمكنك أن تلعب البوكر إن أردت، وهي لعبة أمريكية تلعب بالورق، كما يمكنك أن تمتطي الخيول البرية وتحاول عدم السقوط، أو يمكنك ملاحقة قطيع الأغنام والماشية وتمنعها من الفرار والخروج من القطيع، وهناك أيضا مطاردة الخارجين عن القانون وهو أصل القصة وتزجهم خلف القضبان الحديدية، وهناك أيضًا العديد من القطع الذهبية التي ستتواجد في أماكن مختلفة من التلال عليك جمعها كلها. كل هذا هو جزء بسيط من الأشياء التي ستتمكن من فعلها في هذه اللعبة التي لا تتوقف عن إظهار الجديد والجديد كلما تتقدم في مراحلها .
البيئة الواسعة في اللعبة مدهشة فعلا وخاصة أن اللعبة لعبة عالم مفتوح، فالمسافة بين بلدة وبلدة أخرى كبيرة جدًا ويمكنك عبرها بطريقتين، إما السير على الأقدام وهذا سيأخذ وقتا كبيرا جدًا أو يمكنك امتطاء أحد الخيول وعبرها بكل سهولة، أثناء عبورك بالخيل ستشاهد مختلف المناظر الساحرة والجميلة والقاحلة كطبيعة الريف الحقيقية، وعند غروب الشمس ستبدأ المشاكل، ففي ذلك الوقت يأتي الخارجون عن القانون إلى البلدان الصغيرة القريبة منهم ويبدأون مبارزات غير شرعية يقتلون فيها من لا يروق لهم ومهمتك هي منعهم من خلال المشاركة في تلك المبارزات والفوز فيها، وهناك أيضا أحداث عشوائية أخرى خارجة عن محور القصة غير المبارزات، وهذه الإحداث تضيف طابع الإثارة على اللعبة وتجعلك تزيد من فترة اللعب وفي بعض الأحيان تنسيك مهمتك الأساسية وهي القبض على الخارجين عن القانون وتسليمهم إلى الشريف المسؤول عن ذلك .
جون مارستون سيكون مشوشًا في معظم أوقات اللعبة فمهمته الرئيسية القبض على رفاقه السابقين ولا يريد أن يشتت إنتباهه أي شيء آخر، ولكن هذا لا يعني أن يتجاهل مساعدة من يحتاجه، ومن بين المساعدات التي سيقدمها للناس إنقاذ النساء اللواتي يتم إختطافهن وومبارزات الغروب التي ذكرتها في السابق، بالإضافة إلى مهمات جانبيه مختلفة ومتعددة وبكل تأكيد مسلية وغير مملة. أنت ستكون حرًا في إختيار الطريق الذي تريد أن تسلكه في اللعبة، فإن كنت تريد أن تصبح سكيرًا تهاجم النساء وتسرق البضائع من العربات وتهاجم المارة وسكان البلدة فهذا حق من حقوقك، يمكنك فعل ما تريد، ولكن الكثيرون سيرغبون في إختيار الطريق الصحيح وهو التحلي بالأخلاق والآداب ومساعدة المحتاجين والقبض على المجرمين وقطاع الطرق واللعب بشهامة وشرف، وكل هذا سيبقى متروكًا على اللاعب الذي سيلعب اللعبة فهو المتحكم ومن بيده القرار .
كما ذكرت سابقًا، اللعبة عبارة عالم مفتوح تماما كسلسلة Gta الشهيرة ويمكنك فيها القيام بما تريد من أشياء كرعي الماشية والذهاب للمهرجانات في البلدة أو التجوال في الريف والإستكشاف بالإضافة إلى دخول مسابقات تصويب بالبنادق والمسدسات. Rockstar جعلت بيئة اللعبة واقعية تمامًا فيمكنك أن تفعل ما تريده وهذا ما أعتدناه دائما من هذه الشركة، فالعاب العالم المفتوحة أصبحت من أكثر الأنواع التي تجلب اللاعبين. القتال في اللعبة سيحدث لا محال ويمكنك أن تعرف ذلك تلقائيًا إن قرات القصة، وفي هذه اللعبة يمكنك أن تستعمل المسدس للقتال وتقريبا جل الأشخاص في اللعبة يملكون مسدسًا فهذه حياة الريف في نهاية الأمر، والمسدس من الأسلحة سهلة الاستعمال وخفيفة الحجم، كما يمكنك استخدام البنادق والأسلحة الثقيلة الأخرى كالرشاشات الضخمة، وهناك الخناجر والسكاكين الذي ستستعملها غالبًا عندما تقوم بالصيد، إلى جانب الأسلحة التي ستحصل عليها يمكنك أن تستفيد من الأشياء التي ستكون في موقع القتال كالبراميل المتفجرة، أو إن كنت تقاتل في نفق أو كهف أو منجم إن صح القول، يمكنك أن تستعمل الرشاش بشكل عشوائي بهدف أن ينهار المنجم فوق رؤوس من تقاتلهم ولكن هذه الطريقة تتطلب خفة الحركة والتركيز لكي لا يسقط المنجم فوق رأسك أنت أيضًا، أو يمكنك ان تسكب الزيت على الأرض لتشكل فتيلا وتشعله بواسط فانوس أو بإطلاق النار عليه لترى انفجارًا كبيرًا لتراهم يحترقون جميعًا.

## الشخصيات الرئيسية
جون مارستون هو الشخص الرئيسي في اللعبة.إدغار روس وهو موظف حكومي.فان دير ليند هو هولندي الجنسية يقوم بسرقة البنوك مع مورستن ليعطي الأموال للفقراء.جاك مورستن هو آبن جون مورستن
بيل ويليماسون هو صديق فان دير ليند.
بوني ماكفارلان هي إمرآة تساعد جون مورستن في أعماله.
الكولونيل اوغستان الوند، إبراهيم رايس، نيجيل ويست ديكينس، الإرلندي، ساث بيارغنا.

## الشخصيات الثانوية
درو ماكفرلان، المارشال لايج جونسون، أرشر فورضام، خافيير أسكويلا، لندن ريكات، الكابيتان فيسانت دي سانتا، البروفسيرهارولد ماك دوجال، لويسا فورتينا، العم مورستن، ناستاس.

## الأسلحة
تتميز اللعبة بكثرة الأسلحة وهي:
- سكاكين الرمي.
- السكين.
- الديناميت.
- المولوتوف.
- الحبل: للقبض' على الحيوانات والأشخاص.
- المسدسات:سكوفيلد، المزدوج، كولت1908،بوركهارت س96، س93 ماوزر،
- البنادق: ينشستر1873،بيسون، هنري ليفر، كاربين إيفانز، الترباس، سبرينغفيلد.

## روابط خارجية
- ريد ديد ريدمبشن على موقع IMDb (الإنجليزية)